# Ludwig Zettl
Ludwig Zettl, depuis 1882 Ritter von Zettl, (né le 5 mai 1821 à Groß Sbosch, mort le 14 avril 1891 à Vienne) est un architecte autrichien.

## Biographie
Ludwig Zettl est le fils de Johann Zettl, fonctionnaire de la ville centrale de Bohême de Poděbrady. Il va d'abord à l'École polytechnique de Prague, puis de 1843 à 1844 l'Institut polytechnique de Vienne. Il est ensuite accepté comme stagiaire au conseil des bâtiments de la cour et étudie parallèlement l'architecture à l'académie des Beaux-Arts de Vienne jusqu'en 1847. Après ses études, Zettl travaille dans le département de la construction de l'État. À partir de 1850, il participe à la planification et à la construction de la plupart des hôpitaux publics et des établissements pénitentiaires. Lorsque le département de la construction est placé sous la tutelle du ministère de l'Intérieur en 1859, Zettl devient ingénieur de première classe. De 1859 à 1865, il est membre de la commission de construction de Vienne et, en tant que représentant technique du ministère, membre de la commission d'expansion de la ville. Zettl devient officier en chef du bâtiment. En 1882, Zettl devient chevalier de 3e classe de l'Ordre de la Couronne de fer. À partir de 1863, Zettl est membre de la Künstlerhaus.

## Œuvres
En tant que fonctionnaire, Ludwig Zettl réalise de nombreux bâtiments sociaux, tels que des hôpitaux et des prisons, dans toute la monarchie des Habsbourg. Il a un rôle important dans la planification du Ring au sein de la commission d'expansion de la ville, où il présente son propre projet pour la conception de la zone du Ring. L'idée d'une Lastenstrasse parallèle au périphérique vient essentiellement de lui. En plus de son travail dans la fonction publique, Zettl est aussi architecte privé et réalise un certain nombre de bâtiments dans la zone du Ring. La plupart de ses bâtiments peuvent être attribués à l'historicisme primitif, mais il crée des formes néo-Renaissance.

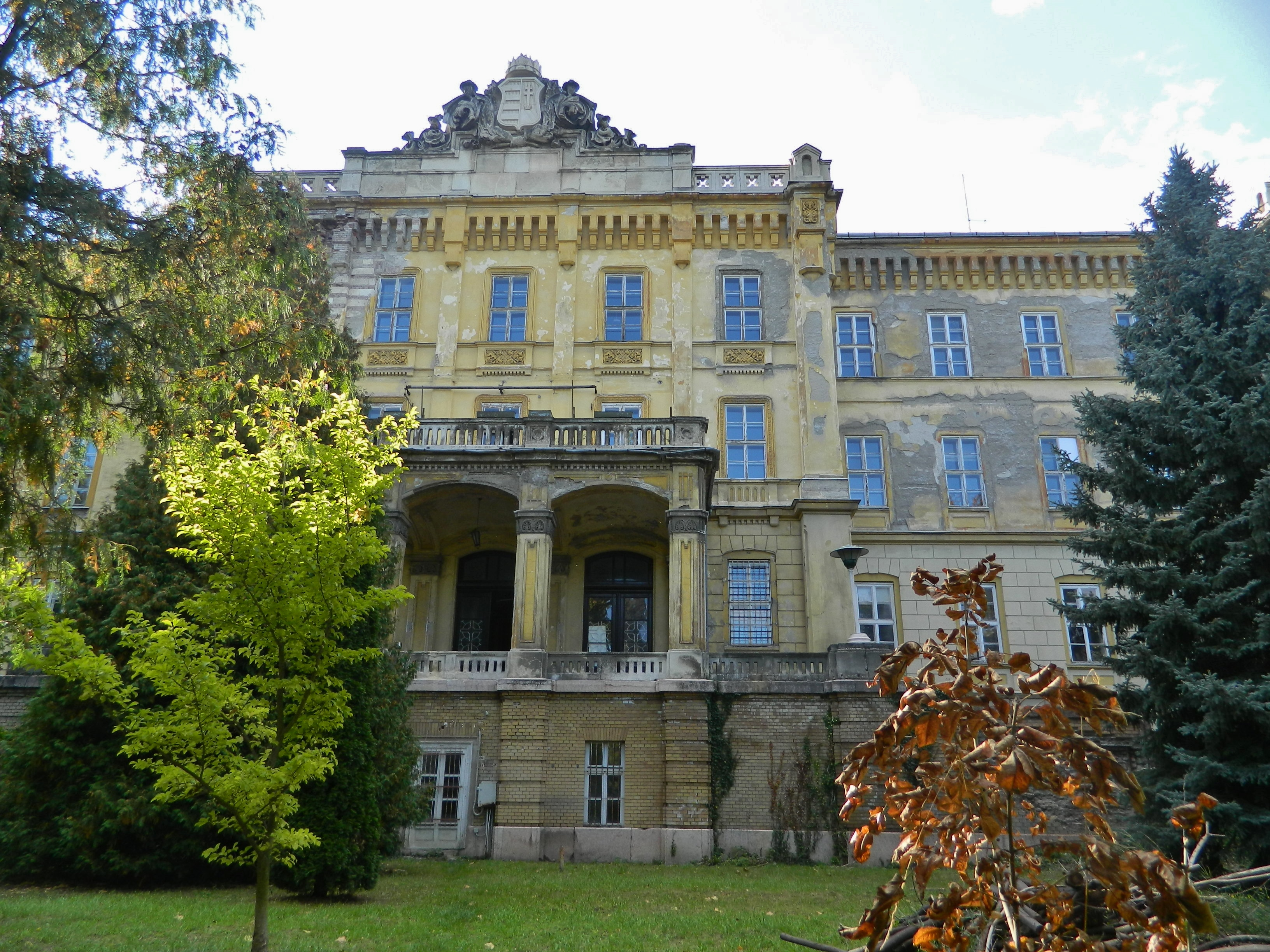
Institut psychiatrique de Lipótmező

- Morgue du Wiedner Spital, Favoritenstraße 32, Vienne 4 (1859), démoli après 1945
- Clinique Rudolfstiftung, Boerhaavegasse 8, Vienne 3 (1859–1864), maîtrise d'œuvre selon les plans de Josef Horky ; remplacé par un nouveau bâtiment de 1970.
- Institut pathologique de Vienne, Spitalgasse, Vienne 9 (1859–1862)
- Hôpital, Pressburg (1860)
- Établissement psychiatrique, Hermannstadt (1860)
- Immeubles de rapport Güntner, Spindlergasse (aujourd'hui Döblergasse) 1–3, Vienne 7 (1861)
- Chambre des représentants provisoire „Schmerlingtheater“, Währinger Straße 2–4, Vienne 9 (1861), démoli
- Adaptation du Landhaus en Herrenhaus, Herrengasse, Vienne 1 (1861)
- Christinenhof, Schubertring 9 / Kantgasse 6 / Christinengasse 2–4 / Pestalozzigasse 1–3, Vienne 1 (1862)
- Immeubles de rapport, Rasumofskygasse 10–14, Vienne 3 (1863), démoli
- Immeuble de rapport, Kleeblattgasse 11, Vienne 1 (1863)
- Immeuble de rapport, Tuchlauben 15 / Kleeblattgasse 13, Vienne 1 (1864)
- Résidence et grand magasin Leitenberger, Franz-Josefs-Kai 51, Vienne 1 (1865), démoli après 1945
- Immeubles de rapport, Pillersdorfgasse 2–6, Vienne 2 (1865), façades simplifiées
- Immeubles de rapport, Pillersdorfgasse 1–5, Vienne 2 (1865), N. 3 démoli après 1945; N. 5 décor conservé
- Immeuble résidentiel et laverie  de l'Académie de la reine Thérèse, Alleegasse, Vienne 4 (1865), aujorud'hui Argentinierstraße; non identifiable
- Institut psychiatrique de Lipótmező, Budapest (1868),
- Immeuble de rapport de l'abbaye de Seitenstetten, Kohlmessergasse 3–5, Vienne 1 (1869), démoli
- Immeuble résidentiel et commercial Mandl, Werdertorgasse 5–7, Vienne 1 (1869–1870)
- Palais Wehli, Elisabethstraße 5 / Operngasse 5, Vienne 1 (1869–1871)
- Immeuble de rapport Proskowetz, Wohllebengasse 6, Vienne 4 (1869), démoli après 1945
- Résidence Proskowetz, Wohllebengasse 4, Vienne 4 (1870), remplacé en 1912 par un nouveau bâtiment par Krauß et Tölk.
- Hôpital, maternité et orphelinat, Cracovie (1870)
- Neuer Schottenhof, Helferstorferstraße 4 / Rockhgasse 2, Vienne 1 (1871–1874)
- Palais Leitenberger, Parkring 16 / Himmelpfortgasse 31–33 / Hegelgasse 3, Vienne 1 (1871–1875)
- Immeuble de rapport Biro, Reisnerstraße 61, Vienne 3 (1873)
- Palais Mayr-Melnhof, Seilerstätte 13 / Johannesgasse 21, Vienne 1 (1874–1875), décor en grande partie supprimé
- Immeuble de rapport, Neubaugasse 65, Vienne 7 (1875)
- Ministère de la Maison Impériale et de l'Extérieur, Ballhausplatz 2, Vienne 1 (1883), transformation et nouvelle construction
- Hôpital, Saint-Pétersbourg

## Source, notes et références
- (de) Cet article est partiellement ou en totalité issu de l’article de Wikipédia en allemand intitulé « Ludwig Zettl » (voir la liste des auteurs).

1. ↑  Alexandre Du Bois, Elie Brault, Classiques et romantiques. L'éclectisme prend la place du style absent. L'architecture de fer, H. Laurens, 1893 (lire en ligne), p. 253
2. ↑  (en) Localization and Its Discontents : A Genealogy of Psychoanalysis and the Neuro Disciplines, University of Chicago Press, 2015, 310 p. (ISBN 9780226288208, lire en ligne), p. 18